# Roscoe Arbuckle

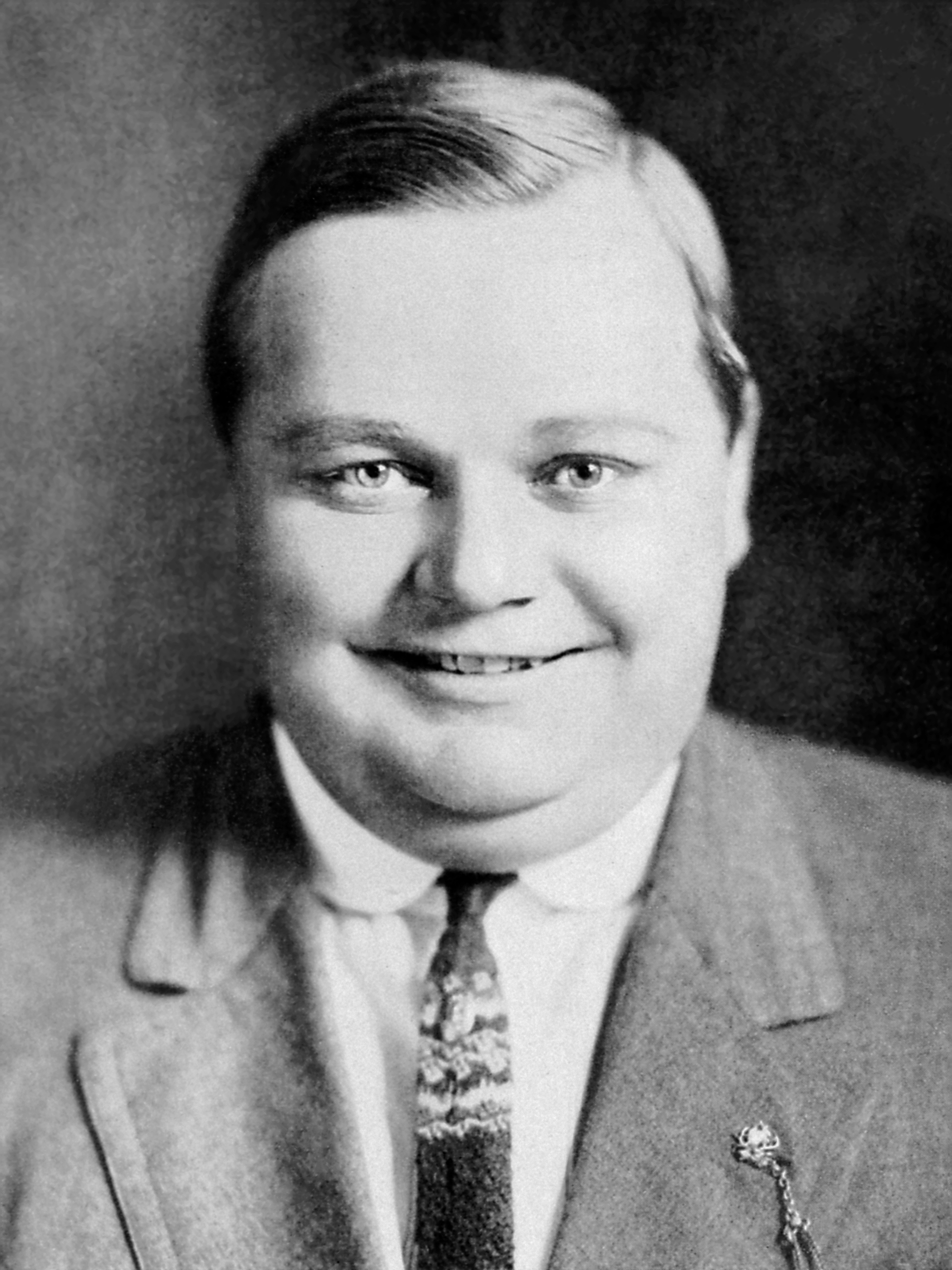
Roscoe Arbuckle (1916)

Roscoe Conkling „Fatty“ Arbuckle (* 24. März 1887 in Smith Center, Kansas; † 29. Juni 1933 in New York City, New York) war ein US-amerikanischer Schauspieler und Regisseur. Seinen Spitznamen „Fatty“, Dickerchen, den er wegen seiner ausladenden Figur bekam, hasste er, verwendete ihn aber als Künstlernamen. Fatty Arbuckle war einer der großen Stars des Stummfilms.
Er arbeitete u. a. zusammen mit Buster Keaton, mit dem er eng befreundet war, sowie mit Charlie Chaplin, Ben Turpin, Stan Laurel, Oliver Hardy und Bing Crosby.
1921, auf dem Höhepunkt seines Ruhms, wurde er jedoch fälschlich des Mordes an der aufstrebenden Schauspielerin Virginia Rappe bezichtigt. Der darauf folgende Arbuckle-Skandal beendete mit einem Gerichtsprozess seine Karriere frühzeitig und kostete ihn trotz Freispruchs seine Reputation. Im Zusammenhang mit dem Skandal wurde ganz Hollywood, besonders von der Hearst-Presse, als Sündenpfuhl angeprangert. Die Kritik zeigte Wirkung, und die Filmstudios unterwarfen sich im folgenden Jahr einer institutionalisierten freiwilligen Selbstkontrolle, die die Moral in Hollywood-Filmen überwachen sollte.

## Jugend und Karrierebeginn

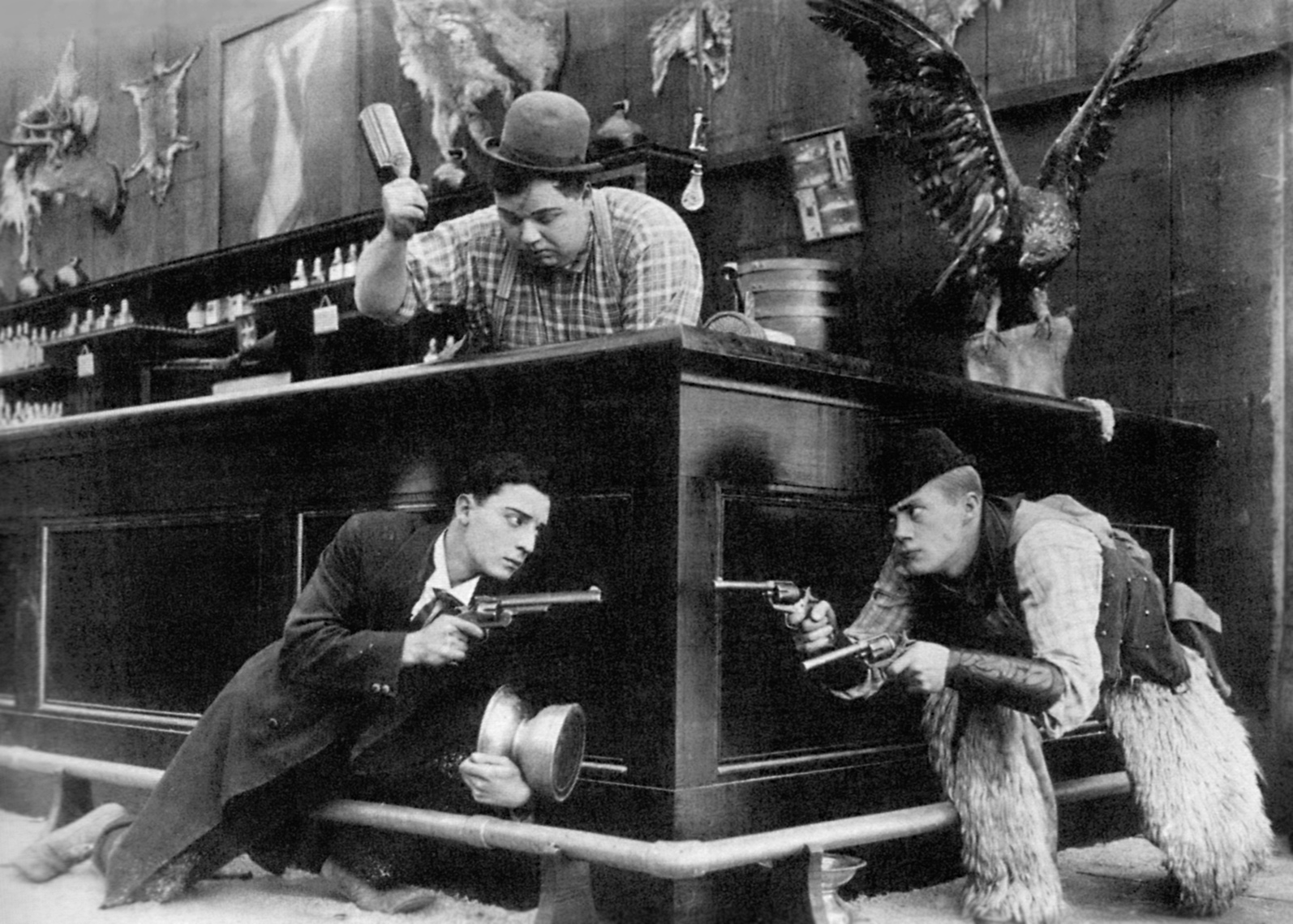
Out West von 1918, mit Buster Keaton, Roscoe „Fatty“ Arbuckle und Al St. John (von links)

Arbuckle wurde in Smith Center, Kansas, als eines von sechs Kindern von Mary (1848–1898) und William Goodrich Arbuckle (1850–1920) geboren. Nach dem Tod seiner Mutter heiratete sein Vater Mollie E. Gordon (1858–1932). Aus dieser Verbindung gingen zwei Halbgeschwister Roscoe Arbuckles hervor. Nachdem er einige Jahre Bühnenerfahrung in Vaudeville-Theatern gesammelt hatte, ging er nach Los Angeles und unterschrieb im Juli 1909 einen Vertrag mit dem Filmstudio Selig Polyscope Company. Bis 1913 folgten jedoch nur ein paar Auftritte in Kurzfilmen. Im Jahr 1908, am 6. August, heiratete er die Stummfilmschauspielerin Araminta Estelle Durfee, die unter dem Namen Minta Durfee Arbuckle bekannt wurde. Nach einem kurzen Abstecher zu Carl Laemmles Universal Pictures begann sein Aufstieg bei den Keystone Studios von Mack Sennett, zu denen er gemeinsam mit seiner Frau 1913 wechselte. Dort begann sein Ruhm, als er in der bereits seit 1912 laufenden Polizei-Slapstick-Serie Keystone Cops eine Rolle übernahm. Die Serie wurde von Mack Sennett bis 1917 produziert, unter anderem spielte auch Charlie Chaplin mit.
Arbuckle, der trotz seines Gewichts zu dynamischer Darstellungsleistung fähig war, wurde bekannt durch ausgelassene und klamaukige Komödien, mit Verfolgungsjagden, witzigen Bildern und Tortenschlachten, die er besonders liebte. Tatsächlich ist die früheste Filmversion einer Tortenschlacht in dem von Keystone produzierten Stummfilm A Noise from the Deep zu sehen, in dem Fatty Arbuckle mit Mabel Normand die Hauptrolle spielte.
Einer Legende zufolge soll Arbuckle persönlich der „Erfinder“ der Tortenschlacht gewesen sein. Angeblich sei er während einer Vaudeville-Tournee durch Texas in El Paso gelandet, wo er während eines Picknicks am Rio Grande auf die Armee von Pancho Villa stieß, die am anderen Ufer lagerte. Aus purem Vergnügen sollen sich die beiden Seiten mit Obst beworfen haben, und als Arbuckle einen Mexikaner mit einer Staude Bananen aus dem Sattel holte, war auch Pancho Villa aufs Höchste amüsiert.
Im Jahr 1917 entdeckte Arbuckle Buster Keaton, er gab ihm Rollen in seinen Filmen und machte ihn zum Star. Die beiden Schauspieler schlossen eine enge Freundschaft, die auch Arbuckles spätere Lebenstragödie nicht erschüttern konnte.
Überschattet wurden bereits diese beruflich höchst erfolgreichen Jahre durch private und gesundheitliche Probleme: Arbuckle verletzte sich beim Dreh des Öfteren, erhielt starke Schmerzmittel, um arbeitsfähig zu bleiben, und hatte daher eine Morphinabhängigkeit entwickelt; hinzu kam eine Neigung zu exzessivem Alkoholkonsum. Beides belastete sein Privatleben erheblich.

## Der Arbuckle-Skandal
Im Jahr 1921 war Arbuckle auf dem Gipfel seines Ruhmes. Er stand bei Paramount unter Vertrag und war der erste Schauspieler, der mehr als eine Million Dollar im Jahr verdiente – so viel hatte bis dahin noch kein Studio für einen Star bezahlt. Am 3. September, dem Samstag vor dem amerikanischen Labor Day, gönnte er sich eine Pause von seinem engen Termin- und Produktionsplan und fuhr mit zwei Freunden, Lowell Sherman und Fred Fischbach, für drei Tage nach San Francisco. Das Trio mietete sich im St.-Francis-Hotel ein und beschloss, am Montag, dem 5. September, eine Labor-Day-Party zu feiern. Sie luden einige Frauen zu sich ein, von denen eine, die 30-jährige Schauspielerin Virginia Rappe, während der Party plötzlich ernsthaft erkrankte. Der herbeigerufene Hotelarzt stellte lediglich einen starken Alkoholrausch fest. Drei Tage später starb sie jedoch an einer Bauchfellentzündung infolge eines Blasenrisses. Die Begleiterin von Virginia Rappe, Maude Delmont, versuchte daraufhin, Arbuckle wegen seiner Verwicklung in den Vorfall zu erpressen. Arbuckle war allerdings überzeugt, dass er nicht in der Verantwortung stand, und ließ sich nicht auf die Erpressung ein. Daraufhin machte Delmont eine belastende Aussage bei der Polizei, um über Arbuckles Anwälte doch noch an Geld zu kommen. Danach geriet der Vorfall jedoch außer Kontrolle und wurde zum Skandal.
Der politisch ambitionierte Bezirksstaatsanwalt von San Francisco, Matthew Brady, griff den Fall auf und begann, gegen Arbuckle zu ermitteln. In einer Presseinformation beschuldigte er den Schauspieler der Vergewaltigung bzw. der versuchten Vergewaltigung von Virginia Rappe, unter anderem durch die Verwendung eines Gegenstands, den er ihr einführte oder versuchte einzuführen – gerüchteweise wurde von einer Sekt- oder einer Coca-Cola-Flasche gesprochen. Schließlich habe er sie durch sein erhebliches Körpergewicht erdrückt. Durch den zu erwartenden spektakulären Gerichtsprozess erhoffte sich Brady bessere Chancen auf seinem Weg zum Gouverneursposten.
Die Autopsie der Toten kam jedoch zu einem ganz anderen Ergebnis: Weder konnte der ausführende Arzt eine Vergewaltigung nachweisen noch waren Spuren von Gewalteinwirkung zu entdecken. Die Verstorbene war dagegen als kränklich bekannt. Sie litt an chronischer Blasenentzündung, die sich verschlimmerte, wenn sie Alkohol trank. Gleichwohl war sie auf Hollywood-Partys bekannt für ihren starken Alkoholkonsum. Vor und während der Gerichtsverhandlung bestand Arbuckle auf seiner Version des Geschehens: Er fand Rappe im Badezimmer, wo sie um Hilfe rief und sich übergab. Er half ihr zum Bett und war insgesamt kaum zehn Minuten allein mit ihr.
Obwohl sich der Tatverdacht nicht konkretisierte, hielt Brady die Anklage aufrecht. Doch zu Prozessbeginn war die Beweislage gegen Arbuckle sehr dünn. Die ursprüngliche Hauptbelastungszeugin Maude Delmont erschien äußerst unglaubwürdig; sie war bereits mehrmals in kriminelle Machenschaften verwickelt gewesen, unter anderem auch als Komplizin in einem Erpressungsfall. Weitere Zeugenaussagen waren offenbar nur unter massivem Druck der Ermittler entstanden und reichten für eine Verurteilung nicht aus.
Doch aufgrund negativer Zeitungsberichte und Vorverurteilungen hatte Arbuckles Ansehen in der Öffentlichkeit inzwischen sehr gelitten. Die Stimmung wendete sich gegen ihn, denn der mächtige Verleger William Randolph Hearst nutzte das öffentliche Interesse, um die „Verkommenheit“ Hollywoods anzuprangern. Der erste Prozess vom 14. November bis zum 4. Dezember 1921 endete ohne Ergebnis, weil sich die Geschworenen nicht einigen konnten; zehn plädierten für Freispruch, zwei für schuldig. Im zweiten Prozess vom 11. Januar bis zum 3. Februar 1922 stimmten acht für schuldig und nur noch vier Geschworene für Freispruch. Im dritten Prozess vom 13. März bis zum 12. April 1922 schließlich wurde die Anklage vom Richter von Mord auf Totschlag herabgesetzt. Nach weniger als einer halben Stunde Beratungszeit sprach sich die Jury einstimmig für Freispruch aus und betonte dabei die Unhaltbarkeit der Anschuldigungen gegen Arbuckle.
Trotz des Freispruchs war Fatty Arbuckles große Karriere mit diesem Skandal ruhmlos zu Ende gegangen. Die Presse hatte kein gutes Haar an ihm gelassen, und seine persönliche Tragödie warf einen Schatten auf Hollywood und die Filmindustrie. Während des langwierigen Prozesses hatte sich die Stimmung gegen ihn gewendet: Moralhüter im ganzen Land organisierten sich und forderten die Todesstrafe für Arbuckle; die Studiobosse verlangten von seinen Freunden, auf Distanz zu ihm zu gehen und ihn nicht öffentlich in Schutz zu nehmen. Nur Buster Keaton widersetzte sich und nannte Arbuckle einen der anständigsten Menschen, die er kenne.

## Auswirkungen des Skandals
Der Fall Arbuckle war nur einer von drei großen Skandalen in jener Zeit, die besonders die Paramount Studios trafen. Am 1. Februar 1922 wurde der Regisseur William Desmond Taylor unter mysteriösen Umständen in seinem Haus ermordet und am 18. Januar 1923 starb der Schauspieler Wallace Reid in Zusammenhang mit Morphinmissbrauch. All diese Ereignisse erschütterten Hollywood und es wurde zunehmend die Forderung laut, Sitte und Anstand im Filmgeschäft zu etablieren und zu überwachen. Dies führte zur Gründung der Motion Picture Producers and Distributors of America (MPPDA) und der Einführung der Production Codes zur Förderung moralischer Standards in der Filmindustrie. Es handelte sich dabei im Wesentlichen um eine freiwillige Selbstkontrolle, um möglicher Zensur durch Staat oder Interessengruppen vorzubeugen. Vorsitzender der MPPDA war William Harrison Hays, der Wahlkampfleiter des republikanischen US-Präsidenten Warren G. Harding. Er war konservativ und besaß gute Kontakte zur „Moral Majority“ der USA. Der von der MPPDA beschlossene Production Code, auch Hays Code genannt, untersagte die Darstellung von Gewalt und Gewaltverbrechen, die Idealisierung von Verbrechern und lasterhaften Menschen sowie die Darstellung von Sexualität, insbesondere der „Perversion“ (Homosexualität). Mit diesen Maßnahmen hofften die Hollywood-Studios, ihr Image wieder zu verbessern und Kritik von außen bereits im Vorfeld zu begegnen.
Für Roscoe Arbuckle hatten die Maßnahmen des Hays Office fatale Folgen: Seine Filme wurden verboten und erst nach vielen Jahren war ihm wieder erlaubt, offiziell für Hollywood zu arbeiten. Dies trug wesentlich dazu bei, dass er heute im Gegensatz zu anderen großen Hollywood-Komikern seiner Zeit nur noch Experten ein Begriff ist.

## Karriereende und Tod
Im Laufe der Jahre setzte sich zunehmend die Erkenntnis durch, dass Arbuckle tatsächlich unschuldig gewesen war; geholfen hat es ihm allerdings wenig. Am 27. Januar 1925 ließ sich Araminta Estelle Durfee in Paris wegen böswilligen Verlassens von ihm scheiden. Doch schon am 16. Mai 1925 heiratete er Doris Deane (1901–1974). 
Seine Versuche, ins Filmgeschäft zurückzukehren, scheiterten, und er wurde darüber schwer alkohol- und heroinkrank. Für das Filmstudio Educational Pictures führte er unter dem Pseudonym William B. Goodrich Regie bei einigen Zeichentrickfilmen. Er wurde jedoch zunehmend schwierig und reizbar. Sein Freund Buster Keaton wollte ihm helfen, indem er ihn bei seinen Filmproduktionen beschäftigte, jedoch mit wenig Erfolg. 1929 ging auch seine zweite Ehe in die Brüche; Doris Deane begründete ihren Scheidungsantrag mit böswilligem Verlassen und Grausamkeit.
Anfang 1931 zeigte sich ein Silberstreif für Arbuckle, als ihm Jack L. Warner einen Vertrag für insgesamt sechs Kurzkomödien anbot, die im Vitaphone-Tonverfahren in New York produziert werden sollten. Arbuckle unterschrieb, denn er durfte sogar wieder unter seinem bekannten Namen auftreten. Am 21. Juni 1931 schloss er mit Addie Oakley Dukes McPhail (1905–2003) seine dritte Ehe. Am 28. Juni 1933 war der letzte Film abgedreht und ein neuer Vertrag mit den Warner Brothers unterzeichnet. Doch nur wenige Stunden später erlag Roscoe Fatty Arbuckle einem Herzversagen.
Sein treuer Freund Buster Keaton beharrte darauf, dass Arbuckle an gebrochenem Herzen gestorben sei. Der Leichnam wurde eingeäschert und die Asche durch Addie McPhail in den Pazifik gestreut. Unzutreffend ist hingegen das zeitweise verbreitete Gerücht, Arbuckle sei auf dem Holy Cross Cemetery im kalifornischen Culver City begraben.

## Kurzfilme (Auswahl)
1909
- Ben’s Kid
- Mr. Jones’ Birthday
- Making It Pleasant for Him

1910
- The Sanitarium

1913
- Mabel’s Dramatic Career
- The Speed Kings

1914
- A Film Johnnie (mit Charles Chaplin)
- Tango Tangles (mit Charles Chaplin)
- The Knockout (mit Charles Chaplin)
- The Rounders (mit Charles Chaplin)

1915
- Eine Nacht im Variété (A Night in the Show, mit Charles Chaplin)
- Mabel, Fatty and the Law

1917
- The Butcher Boy (mit Buster Keaton)
- A Reckless Romeo (mit Buster Keaton)
- The Rough House (mit Buster Keaton)
- His Wedding Night (mit Buster Keaton)
- Oh, Doctor (mit Buster Keaton)
- Coney Island (mit Buster Keaton)
- Country Hero (mit Buster Keaton)

1918
- Out West (mit Buster Keaton)
- The Bell Boy (mit Buster Keaton)
- Moonshine (mit Buster Keaton)
- Good Night Nurse (mit Buster Keaton)
- Der Koch (The Cook, mit Buster Keaton)

1919
- Back Stage (mit Buster Keaton)
- The Hayseed (mit Buster Keaton)

1920
- Die Werkstatt (The Garage, mit Buster Keaton)

1931
- Windy Riley Goes Hollywood (Regie: Roscoe “Fatty” Arbuckle)

## Langfilme (Auswahl)
1920
- The Round-Up
- Life of the Party

1921
- Leap Year
- Brewster’s Millions
- Crazy to Marry
- The Fast Freight (unveröffentlicht)

1924
- Sherlock, jr., Regie: Buster Keaton und Roscoe Arbuckle (nicht genannt)

1927
- Erster Preis – ein Kuss (The Red Mill) (Regie unter dem Pseudonym William Goodrich)
- Eddie, der Postillion der Liebe (Special Delivery) (Regie unter dem Pseudonym William Goodrich)